# مطار غانان شياهي
مطار غانان شياهي (بالإنجليزية: Gannan Xiahe Airport)‏ و(بالصينية: 甘南夏河机场) (إياتا: GXH) مطار عام يقع بمدينة Xiahe في قانسو في الصين. تم افتتاحه في 19 أغسطس 2013، يبلغ طول المدرج 3200 م .

## شركات الطيران والوجهات
| شركـات طيـران       | الوجهات                                                                                     |
| ------------------- | ------------------------------------------------------------------------------------------- |
| خطوط سيتشوان الجوية | مطار تشنغدو تيانفو الدولي، مطار لاسا الدولي، مطار تيانجين الدولي، مطار شيان شيانيانغ الدولي |

## وصلات خارجية
- http://www.flightstats.com/go/Airport/airportDetails.do?airportCode=GXH